# Görjeån (naturreservat)
Görjeån är ett naturreservat i Bodens och Jokkmokks kommuner i Norrbottens län.
Området är naturskyddat sedan 2014 och är 8 kvadratkilometer stort. Reservatet omfattar en sträcka av Görjeån och dess ravinliknande kringområde. Reservatet består av grandominerad blandskog och tallskog. I ån återfinns flodpärlmussla.